# Ботакара (станция)
Ботакара́ (каз. Ботақара) — станция в Бухар-Жырауском районе Карагандинской области Казахстана, входит в состав Ботакаринской поселковой администрации.

## География
Населённый пункт расположен в центральной части Бухар-Жырауского района, в 6,6 километрах (по автодороге) к югу от административного центра администрации и районного центра посёлка Ботакара, в 64 километрах к северо-востоку от областного центра города Караганда. Соседние сёла: Ботакара в 4 километрах к северу, Сарытобе в 11 километрах к северо-западу. Транспортное сообщение осуществляется автодорогой республиканского значения А-20 «Караганда—Аягоз—Тарбагатай—Бугаз». Высота центра станции — 526 метров над уровнем моря.

## Население
| Численность населения | Численность населения | Численность населения |
| 1999                  | 2009                  | 2021                  |
| --------------------- | --------------------- | --------------------- |
| 52                    | ↘51                   | ↗72                   |